# Ficarasa
Ficarasa är ett släkte av insekter. Ficarasa ingår i familjen Tropiduchidae.
Kladogram enligt Catalogue of Life:
| Ficarasa | \| \| Ficarasa pallida \| \| \| \| \| \| Ficarasa simplex \| \| \| \| |
|          | \| \| Ficarasa pallida \| \| \| \| \| \| Ficarasa simplex \| \| \| \| |
|          | Ficarasa pallida                                                      |
|          |                                                                       |
|          | Ficarasa simplex                                                      |
|          |                                                                       |